# Mark Grimmette
Mark Grimmette (n. 23 ianuarie 1971, Ann Arbor, Michigan, SUA) este un sănier ce a reprezentat Statele Unite ale Americii, medaliat olimpic. A participat la 5 ediții ale Jocurilor Olimpice (1994, 1998, 2002, 2006, 2010) în care a câștigat o medalie de argint și o medalie de bronz.